# Dżibutyjski Komitet Olimpijski
Dżibutyjski Komitet Olimpijski (CNOT) (ang. Comité National Olympique Djiboutien) – dżibutyjskie stowarzyszenie związków i organizacji sportowych. Zajmuje się przede wszystkim organizacją udziału reprezentacji Dżibuti w igrzyskach olimpijskich oraz upowszechnianiem idei olimpijskiej, promocją sportu i reprezentowaniem dżibutyjskiego sportu w organizacjach międzynarodowych, w tym w Międzynarodowym Komitecie Olimpijskim.

## O komitecie
Dżibutyjski Komitet Olimpijski powstał w 1983, a do Międzynarodowego Komitetu Olimpijskiego przyjęto go w 1984.
Dżibutyjscy sportowcy wystąpili po raz pierwszy na igrzyskach w Los Angeles w 1984 i od tej pory startują we wszystkich igrzyskach (oprócz igrzysk olimpijskich w 2004). Do Los Angeles CNOT wysłał trzech maratończyków. Najwyższą pozycję zajął Djama Robleh (8. miejsce). Cztery lata później w Seulu Ahmad Saleh zdobył jedyny do tej pory medal olimpijski dla Dżibuti.
W 2016 przewodniczącym komitetu była Aïcha Garad Ali (objęła to stanowisko w 2005 roku), zaś sekretarzem Said Ali Houssein.